# 椬梧大蚜
椬梧大蚜（学名：Sinolachnus niitakayamaensis）为大蚜科中華大蚜屬下的一个种。